# Mike Mamula
Michael Brian Mamula (Lackawanna, 14 agosto 1973) è un ex giocatore di football americano statunitense che ha militato nel ruolo di defensive end nella National Football League (NFL).

## Carriera
Al college, Mamula giocò a football a Boston. Fu scelto come settimo assoluto nel Draft NFL 1995 dai Philadelphia Eagles. Vi giocò per cinque stagioni e 77 partite, con 31,5 sack. La sua miglior stagione fu quella del 1999 quando, dopo avere perso la precedente per infortunio, mise a segno 8,5 sack e intercettò un passaggio di Kurt Warner ritornandolo in touchdown. Fu costretto al ritiro dopo la stagione 2000 a causa degli infortuni.

## Palmarès
- PFWA All-Rookie Team - 1995

## Statistiche
| Tackle     | 209  |
| Sack       | 31,5 |
| Intercetti | 1    |